# شهرستانک (رباط‌کریم)
شهرستانک ، روستایی از توابع بخش مرکزی شهرستان رباط‌کریم در استان تهران ایران است.

## جمعیت
این روستا در دهستان وهن آباد قرار دارد و براساس سرشماری مرکز آمار ایران در سال ۱۳۹۵، جمعیت آن ۵۵۶ نفر (۱۴۵ خانوار) بوده‌است.